# الفساد في كينيا
الفساد في حكومة كينيا له تاريخ يمتد إلى عهد الرئيس المؤسس جومو كينياتا، إلى الاتحاد الوطني الأفريقي الكيني (كيه إيه إن يو) بقيادة دانيال آراب موي، وحكومة مواي كيباكي في حزب الاتحاد الوطني وحكومة حزب اليوبيل الحالي لأوهورو كينياتا. في مؤشر مدركات الفساد عام 2021 احتلت كينيا المرتبة 128 من أصل 180 دولة في الفساد، وتتعادل مع سبع دول أخرى، بما في ذلك بوليفيا وأذربيجان ولاوس وباراغواي (الدول الأقل فسادًا على رأس القائمة).
معظم الرشاوى التي يدفعها سكان المناطق الحضرية في كينيا صغيرة نسبيًا ولكن يجري احتساب الرشاوى الكبيرة أيضًا - وتمثل الرشاوى التي تزيد قيمتها عن 50.000 شيلينغ كيني (تعادل 600 يورو، 450 دولارًا أمريكيًا) 41% من القيمة الإجمالية. وهناك أيضًا فساد على نطاق أوسع مع انتقاد كل من النظامين الأخيرين لتورطهما.
على الرغم من إصلاحات السوق تكشف العديد من استطلاعات الأعمال أن الفساد التجاري لا يزال منتشرًا وأن الشركات كثيرًا ما تواجه مطالب بالرشاوى والدفوعات غير الرسمية «لإنجاز الأمور» في كينيا، وهو اتجاه ساهم في زيادة تكلفة ممارسة الأعمال التجارية في كينيا. ويعاني قطاع المشتريات العامة في كينيا من فساد واسع النطاق وهو الشكل الرائد للكسب غير المشروع في الخدمة العامة ودائمًا ما يكون في قلب جميع فضائح الفساد الكبرى. وإن استخدام الوكلاء لتسهيل العمليات والمعاملات التجارية في كينيا واسع الانتشار ويشكل خطرًا على الشركات، لا سيما في مرحلة دخول السوق وبدء الأعمال التجارية.
على الرغم من التطورات الإيجابية فقد جرى حل هيئة مكافحة الفساد في كينيا (كيه إيه سي سي) وحلت محلها لجنة الأخلاقيات ومكافحة الفساد المنشأة حديثًا (إي إيه سي سي) في 5 سبتمبر من عام 2011. ويصف المراقبون الهيئة الجديدة بأنها غير فعالة.
ويلاحظ في كينيا أن الرشوة والمحسوبية هما أكثر أشكال الفساد انتشارًا وفقًا للدراسات الاستقصائية التي أجريت.
في 22 يوليو عام 2019 أصبح وزير المالية الكيني هنري روتيش أول وزير في البلاد يجري اعتقاله بتهمة الفساد. وجاء ذلك في أعقاب أمر من مدير النيابة العامة (دي بّي بّي) نور الدين حاجي باعتقال ومحاكمة السيد روتيش وسكرتيره الرئيسي كاماو ثوج، من بين كبار المسؤولين الحكوميين الآخرين بشأن فضيحة سدي أرور وكيموارر بمليارات الشيلينغات.
في عام 2017 قطعت الحكومة الأمريكية التمويل الصحي لكينيا بسبب انتشار الفساد في وزارة الصحة. وعلقت الوكالة الأمريكية للتنمية الدولية تمويل 21 مليون دولار للأنشطة التي نفذها عدد من إدارات الوزارة بسبب الفساد وضعف الإجراءات المحاسبية.

## قبل عام 1990
- يُنظر إلى حادثة الفساد الأولى في كينيا على نطاق واسع على أنها فضيحة الذرة لنجي عام 1965.[10] وكان بول نجي بطل الاستقلال ووزير التسويق والتعاونيات في ذلك الوقت متورطًا في فضيحة ذرة تسببت بنقص الذرة على المستوى الوطني.[11] ووجدت لجنة التحقيق في قضية الذرة، وهي الأولى من نوعها في كينيا المستقلة، أن زوجة نجي إيما كانت تحصل على معاملة تفضيلية لعملها في متاجر إيما (مطاحن أوهورو في كانغوندو)، والتي اشترت من خلالها الذرة مباشرة من المزارعين، الأمر الذي كان غير قانوني في ذلك الوقت.
- بين عامي 1986 و1991 كان تشييد محطة توركويل للطاقة الكهرومائية مليئًا بادعاءات الفساد. وقد جرى بناء السد في النهاية بثلاثة أضعاف التكلفة المقدرة، وضعف الكمية المخصصة، وإنتاج طاقة أقل بكثير من السعة.[12]

### فضيحة سد توركويل
جرى بدء مشروع سد توركويل للطاقة الكهرومائية في عام 1986 وكان الانتهاء منه من قبل الشركة الفرنسية سبي باتنيول في عام 1991. ويعد بناء السد أحد المشاريع المثيرة للجدل التي ميزت إدارة الرئيس السابق موي في أواخر الثمانينيات وأوائل التسعينيات من القرن العشرين. ووفقًا لتقارير إعلامية فإن المشروع شابته مزاعم بشأن التسعير، ونقص التقييم البيئي ودراسة الجدوى، والفشل في إجراء مناقصة مفتوحة شهدت منح العقد للشركة الفرنسية.
في عام 1986 زعم أكيم كراتز مندوب المفوضية الأوروبية في كينيا آنذاك في مذكرة داخلية جرى تسريبها إلى صحيفة فاينانشال تايمز أن فشل كينيا في إجراء مناقصة مفتوحة أدى إلى دفع الحكومة أكثر من ضعف التكلفة.
ألقي اللوم على الفساد المزعوم المحيط بالسد على اثنين من المسؤولين الحكوميين: وزير الطاقة آنذاك نيكولاس بيوت ثم وزير المالية جورج سايتوتي الذين اتُهما باختيار الشركة الفرنسية للمناقصة لتحقيق مكاسب خاصة بهما من حيث العمولات.
في عام 2000 رفع السكرتير الدائم وسكرتير مجلس الوزراء، ورئيس الخدمة العامة للحكومة الكينية الدكتور ريتشارد ليكي السرية عن ملفات سد توركويل وجعلها متاحة للعامة. وأعلن عن المعلومات التي زورت مزاعم الكسب غير المشروع التي أثيرت ضد المشروع بما في ذلك عدم وجود عملية مناقصة مفتوحة أيضًا في مناقشات هانسارد البرلمانية في 8 يونيو عام 2000.
عيّن الرئيس الراحل موي الدكتور ليكي في عام 1999 لرئاسة الخدمة المدنية والمساعدة في إصلاح الخدمة المدنية الفاسدة وخصخصة الشركات المملوكة للدولة، لكن ليكي تنحى في عام 2001.
وفي مارس عام 2002 في قضية المحكمة العليا رقم 2143 لعام 1999 نجح نيكولاس بيوت في رفع دعوى قضائية ضد صحيفة الشعب اليومية بتهمة التشهير بعد أن نشرت الصحيفة قصة تتهمه بالتواطؤ مع الشركة الفرنسية لمنحها العقد في تجاهل للإجراءات القانونية الواجبة. ومنحه القاضي ألوش 10 ملايين كتعويض.

## 1990-1999
- كانت أطول فضيحة هي فضيحة غولدنبرغ،[17] حيث دعمت الحكومة الكينية صادرات الذهب ودفعت للمصدرين بالشيلينغ الكيني 35% من أرباحهم من العملات الأجنبية. في هذه القضية جرى تهريب الذهب من الكونغو. وكلفت فضيحة غولدنبرغ كينيا ما يعادل أكثر من 10% من الناتج المحلي الإجمالي السنوي للبلاد.
- عقد خدمة طائرات الهليكوبتر في جنوب إفريقيا بقيمة 360 مليون شيلينغ كيني.[18] جادل الضباط العسكريون في أن العقد كان باهظًا للغاية وأن خدمة طائرات الهليكوبتر يمكن أن تتم محليًا. شرعت القوات الجوية الكينية (كيه إيه إف) بإنفاق 108 مليون شيلينغ كيني كدفعة أولى لخدمة طائرات الهليكوبتر من طراز بوما، التي جرى تسجيل رقم ذيلها على أنه 418 في شركة دينيل للطيران، وهي شركة جنوب أفريقية.

## 2000-2009
«في عام 2003، بسبب الفساد وسوء استخدام الأسلحة المحتجزة لديهم، جرى نزع سلاح 600 من احتياطي الشرطة الكينية في نهر تانا، وفي معظم المناطق الحضرية في كينيا، وجرى حل المجموعة في 18 أبريل من عام 2004. ومن بين الأسباب بالنظر إلى أن الضباط أصبحوا يشكلون خطرًا على الأمن القومي بدلًا من الدفاع عنه، وفي بعض المناطق لم يعرف الضباط الذين يقودون أقسام الشرطة عدد الرجال الذين لديهم، رغم أنهم حصلوا على أسلحة نارية وذخيرة وأجهزة اتصال لاسلكي».
- في عام 2003 انقسم الجيش حول خطط لشراء طائرات مقاتلة تشيكية جديدة.[18] خطة شراء المقاتلات النفاثة كانت ستكلف دافعي الضرائب 12.3 مليار شيلينغ كيني.
- 4.1 مليار شيلينغ كيني صفقة سفينة بحرية.[18] جرى تسليم مشروع بحري لشركة يورومارين، وهي شركة مرتبطة بأنورا بيريرا، ومنح هذا العطاء في عملية جرى انتقادها باعتبارها غير نظامية. وبلغت قيمة العطاء 4.1 مليار شيلينغ كيني. ويقول محللون عسكريون إنه كان من الممكن بناء سفينة مماثلة مقابل 1.8 مليار شيلينغ كيني.[20]